# Green Bay Packers 1983
La stagione 1983 dei Green Bay Packers è stata la 63ª della franchigia nella National Football League. Sotto la direzione del capo-allenatore al nono anno Bart Starr, la squadra terminò con un record di 8-8, chiudendo seconda nella Central Division. La squadra stabilì un record NFL per gare terminate ai tempi supplementari in una stagione con cinque, vincendone due e perdendone tre. Nel Monday Night Football a ottobre, Green Bay sconfisse i Washington Redskins, 48–47, nel MNF con il punteggio più alto della storia.
Green Bay galleggiò attorno al 50% di vittorie per tutta la stagione. Prima dell'ultima gara della stagione, il 18 dicembre a Chicago, i Packers (8–7) avrebbero potuto assicurarsi un posto ai playoff con una vittoria. Green Bay segnò un touchdown che la portò avanti di un punto a tre minuti dal termine, mentre il running back dei Bears Walter Payton era uscito per un infortunio al polso. I Bears ritornarono un kickoff fino alle loro 38 yard e marciarono per 50 yard fino alla linea delle 12 yard dei Packers, con un minuto e 17 secondi al termine. Anche se Green Bay era ancora in possesso di tutti i suoi tre timeout, optarono per non usarne alcune e i Bears calciarono il field goal della vittoria a 10 secondi dal termine. Green Bay commise un fumble sul successivo kickoff e i Los Angeles Rams (9–7) agguantarono l'ultimo posto nei playoff.
Starr fu licenziato il giorno successivo dal presidente Robert Parins, chiudendo 26 anni con la squadra da giocatore e allenatore. L'ex giocatore Forrest Gregg, capo-allenatore dei Cincinnati Bengals, fu assunto prima della fine della settimana. Gregg aveva guidato i Bengals al Super Bowl XVI due anni prima, ma ebbe meno successo in quattro stagioni a Green Bay.

## Roster
| Roster dei Green Bay Packers nel 1983 |
| --- |
| Quarterback - 19 Rich Campbell - 12 Lynn Dickey - 17 David Whitehurst Running Back - 33 Jessie Clark - 31 Gerry Ellis - 25 Harlan Huckleby - 40 Eddie Lee Ivery - 39 Mike Meade - 35 Del Rodgers - 20 Chet Winters Wide Receiver - 88 Ron Cassidy - 85 Phil Epps - 83 John Jefferson - 80 James Lofton Tight End - 82 Paul Coffman - 81 Gary Lewis Offensive Linemen - 61 Dave Drechsler G - 77 Charlie Getty T - 69 Leotis Harris - 74 Tim Huffman G - 64 Syd Kitson G - 68 Greg Koch T - 54 Larry McCarren C - 70 Ron Sams C - 67 Karl Swanke T Defensive Linemen - 72 Greg Boyd DE - 73 Byron Braggs DE - 93 Robert Brown DE - 99 Charlie Johnson NT - 90 Ezra Johnson DE - 63 Terry Jones NT - 78 Casey Merrill DE - 91 Daryle Skaugstad DE - 75 Richard Turner NT Linebacker - 59 John Anderson OLB - 52 George Cumby ILB - 53 Mike Douglass OLB - 62 Jim Laughlin ILB - 57 Chet Parlavecchio ILB - 51 Guy Prather ILB - 58 Larry Rubens OLB - 55 Randy Scott ILB - 50 Rich Wingo ILB Defensive Back - 24 Johnnie Gray SS - 23 Maurice Harvey SS - 38 Estus Hood CB - 21 Mike Jolly - 26 Tim Lewis CB - 22 Mark Lee CB - 37 Mark Murphy FS - 29 Mike McCoy CB Special Team - 11 Eddie Garcia K - 13 Bucky Scribner P - 10 Jan Stenerud K |
| Legenda - I rookie sono in corsivo. - Il primo ruolo è il principale mentre gli eventuali successivi indicano i ruoli secondari. - (IR) sta per Injured Reserve ed indica la lista ristretta per un solo giocatore infortunato che può tornare ad allenarsi dopo la settimana 6 e a rientrare in prima squadra dopo che questa ha giocato 8 partite. - (NF-Inj.) / (NF-Ill.) stanno rispettivamente per Non-Football Injured e Non-Football Illness ed indicano le liste dove viene inserito un giocatore che ha un infortunio o una malattia non dipendente dal football americano. - (PUP) sta per Physically Unable to Perform ed indica la lista dove viene inserito un giocatore mentre è in attesa di recuperare la condizione fisica. Nella stagione regolare dopo la sesta partita giocata dalla propria squadra, il giocatore ha tempo tre settimane per riprendere ad allenarsi, più tre settimane aggiuntive dal suo rientro agli allenamenti per rientrare in prima squadra. |

## Calendario
| Stagione regolare |              |                         |               |        |                               |          |         |
| Turno             | Data         | Avversario              | Risultato     | Record | Stadio                        | Pubblico | Sintesi |
| 1                 | 4 settembre  | at Houston Oilers       | V 41–38 (dts) | 1–0    | Astrodome                     | 44,073   | Recap   |
| 2                 | 11 settembre | Pittsburgh Steelers     | S 21–25       | 1–1    | Lambeau Field                 | 55,154   | Recap   |
| 3                 | 18 settembre | Los Angeles Rams        | V 27–24       | 2–1    | Milwaukee County Stadium      | 54,037   | Recap   |
| 4                 | 26 settembre | at New York Giants      | S 3–27        | 2–2    | Giants Stadium                | 75,308   | Recap   |
| 5                 | 2 ottobre    | Tampa Bay Buccaneers    | V 55–14       | 3–2    | Lambeau Field                 | 54,272   | Recap   |
| 6                 | 9 ottobre    | at Detroit Lions        | S 14–38       | 3–3    | Pontiac Silverdome            | 67,738   | Recap   |
| 7                 | 17 ottobre   | Washington Redskins     | V 48–47       | 4–3    | Lambeau Field                 | 55,255   | Recap   |
| 8                 | 23 ottobre   | Minnesota Vikings       | S 17–20 (dts) | 4–4    | Lambeau Field                 | 55,236   | Recap   |
| 9                 | 30 ottobre   | at Cincinnati Bengals   | S 14–34       | 4–5    | Riverfront Stadium            | 53,349   | Recap   |
| 10                | 6 novembre   | Cleveland Browns        | V 35–21       | 5–5    | Milwaukee County Stadium      | 54,089   | Recap   |
| 11                | 13 novembre  | at Minnesota Vikings    | V 29–21       | 6–5    | Hubert H. Humphrey Metrodome  | 60,113   | Recap   |
| 12                | 20 novembre  | Detroit Lions           | S 20–23 (dts) | 6–6    | Milwaukee County Stadium      | 50,050   | Recap   |
| 13                | 27 novembre  | at Atlanta Falcons      | S 41–47 (dts) | 6–7    | Atlanta–Fulton County Stadium | 35,688   | Recap   |
| 14                | 4 dicembre   | Chicago Bears           | V 31–28       | 7–7    | Lambeau Field                 | 51,147   | Recap   |
| 15                | 12 dicembre  | at Tampa Bay Buccaneers | V 12–9 (dts)  | 8–7    | Tampa Stadium                 | 50,763   | Recap   |
| 16                | 18 dicembre  | at Chicago Bears        | S 21–23       | 8–8    | Soldier Field                 | 35,807   | Recap   |

Note: gli avversari della propria division sono in grassetto.

## Classifiche
| NFL Central          |   |    |   |      |     |      |     |     |     |
|                      | V | S  | P | %    | DIV | CONF | PF  | PS  | STR |
| Detroit Lions(3)     | 9 | 7  | 0 | .563 | 7–1 | 8–4  | 347 | 286 | V1  |
| Green Bay Packers    | 8 | 8  | 0 | .500 | 4–4 | 6–6  | 429 | 439 | S1  |
| Chicago Bears        | 8 | 8  | 0 | .500 | 4–4 | 7–7  | 311 | 301 | V2  |
| Minnesota Vikings    | 8 | 8  | 0 | .500 | 4–4 | 4–8  | 316 | 348 | V1  |
| Tampa Bay Buccaneers | 2 | 14 | 0 | .125 | 1–7 | 1–11 | 241 | 380 | S3  |